# Карнарвън
За британския археолог вижте Джордж Хърбърт Карнарвън.
Карна̀рфън (на английски: Caernarfon; на уелски: Caernarfon, Кайрна̀рвон, кратък вариант на местния диалект Кави) е град в Северозападен Уелс, графство Гуинед. Разположен е на южния бряг на пролива Менай около устието на река Сейонт. Намира се на около 75 km югозападно от английския град Ливърпул. На 10 km на североизток от Карнарвън е най-големият град в графството – Бангор. Карнарвън е главен административен център на графство Гуинед. Получава статут на град през 1284 г. Населението му е 9611 жители според данни от преброяването през 2001 г. Карнарвън е централен град на историческото графство Карнарвъншър.
Обект на туризъм. Има пристанище, летище и туристическа теснолинейка. Архитектурна забележителност за града е замъкът Карнарвън Касъл, построен през XIII век.

## Спорт
Представителният футболен отбор на града се казва ФК „Карнарвън Таун“. Дългогодишен участник е в Уелската висша лига.